# Podolský dvůr
Podolský Dvůr (případně též Dům Ve dvoře) je dům v ulici Jeremenkova čp.411-9.

## Historie
Tento dvůr je jediný dnes dochovaný z několika místních usedlostí v kdysi samostatné osadě Dvorce. Je to obytné stavení z konce 18. století s novobarokní fasádou, které zbylo po demolici dvou přilehlých hospodářských budov v roce 1966. Objekt byl přestavěn v letech 1870–1880 a tehdy získal novobarokní vzhled. Je památkově chráněn.